# فنسنت تشالا
فنسنت تشالا (7 أكتوبر 1987 بكادونا في نيجيريا - ) هو لاعب كرة قدم توغولي ونيجيري في مركز الهجوم. شارك مع منتخب توغو تحت 20 سنة لكرة القدم ومنتخب توغو لكرة القدم. أما مع النوادي، فقد لعب مع النادي الإفريقي والنادي الرياضي البنزرتي وأسكو كارا.

## روابط خارجية
- فنسنت تشالا على موقع قاعدة بيانات كرة القدم.إي يو (الإنجليزية)
- فنسنت تشالا على موقع ناشيونال فوتبول تيمز (الإنجليزية)